# Adile Farquane
Adile Farquane est un journaliste, animateur de radio et présentateur de télévision  né à Mantes-la-Jolie (Yvelines).

## Biographie
Diplômé du Centre de formation et de perfectionnement des journalistes (CFPJ), il cofonde en 1990 la radio citoyenne: "Radio Droit de Cité" qui donne la parole aux habitants du quartier du Val Fourré (1990-2007).Il y interview Pierre Bourdieu et Nelson Mandela.
Il rejoint TF1 et y restera plus de cinq ans. Quand Étienne Mougeotte lui propose la présentation du célèbre jeu d’aventure Koh-Lanta, il décline la proposition et intègre l'Agence CAPA  comme grand reporter pour l'émission Envoyé spécial . À partir de 2010 il anime l'émission "Ça fait débat" sur Radio GénérationsFM.
En 2015, dans "Mouv' Express" à Radio France, une émission consacrée à l'éducation, aux médias et aux réseaux sociaux, il tient une chronique quotidienne, intitulée "les Engagés".
Engagé auprès des habitants des banlieues, il est nommé en 2018 au Comité présidentiel des villes créé par Emmanuel Macron.
En juin 2024 il intègre comme chroniqueur l'équipe de "TPMP, même pour l'été" animée par Pascale de La Tour du Pin.
Adile Farquane anime le talk-show les Z'informés  sur Beur FM. Rédacteur en chef pour le Groupe Afrik, il est aussi présentateur sur Global africa telesud, qui traite des questions africaines, de l'émission "Ça fait débat", rediffusée sur Numéro 23, et le talk-show mensuel "Liberté, égalité, diversité ".
En juin 2024, il est la cible d’une vague d’attaques racistes sur les réseaux sociaux.

### Engagements
Très impliqué dans la lutte contre les racismes et les injustices, il cosigne en mai 2015 une tribune pour soutenir le projet éditorial de la chaîne de la diversité  Numéro 23.
En décembre 2015, il cosigne la tribune « Nous sommes au premier rang pour protéger la République » afin de lutter contre tous les intégrismes.
Membre du Club Averroes, il milite pour la représentativité dans les médias.